# Grădina Zoologică din Târgu Mureș
Grădina zoologică din Târgu Mureș (în maghiară Marosvásárhelyi Állatkert) se află în partea de est a orașului, pe Platoul Cornești (în maghiară Somostető), pe strada Verii (în maghiară Nyár utca) nr. 57, la o altitudine de 488 m față de nivelul mării și la 197 m față de nivelul centrului orașului Târgu Mureș. Este cea mai mare grădină zoologică din România.

## Istoric
Ideea creării unei grădini zoologice în Târgu Mureș a apărut după cel de-al Doilea Război Mondial, în 1948, când vânătorul târgumureșean Brunó Grosszman a început negocieri cu cercurile de vânători și de protecție a naturii din București, în scopul înființării unei grădini zoologice în reședința de județ. Locația a fost aleasă pe dealul Platoul Cornești, deoarece zona a fost dintotdeauna una dintre destinațiile preferate de excursie pentru locuitorii din Târgu Mureș. Pădurea mare, menționată încă din secolul al XV-lea, alcătuită din stejari și fagi autohtoni, cu o suprafață de aproximativ 500 de hectare, a oferit mediul ideal pentru grădina zoologică. La momentul alegerii locației a fost important ca aceasta să fie aproape de vechiul poligon de tir, unde deja funcționa un restaurant, iar reprezentanții cercurilor de turism de la acea vreme (István Gyalui, Károly Both) au susținut această zonă.
În 1964 conducerea orașului l-a însărcinat pe László Rend, inginer agricol specializat în creșterea animalelor, cu crearea grădinii zoologice. El fusese anterior directorul stației de creștere a animalelor mici din Târgu Mureș. Înconjurat de voluntari entuziaști și de experți, el a contribuit la înființarea primului nucleu al grădinii zoologice, care ocupa aproximativ 600-700 de metri pătrați. La deschiderea porților, pe 23 august 1964, colecție de animale număra 10 exemplare: trei lupi, doi urși, două mistreți, doi fazani și o căprioară, toate donate de societatea de vânătoare. Suprafața grădinii zoologice a fost extinsă în 1965 la 20 de hectare și, ulterior, a ajuns la dimensiunile actuale. În 1967 a fost finalizat pavilionul leilor, prima clădire mai mare a grădinii zoologice, construită de către elevii școlii profesionale de construcții.
Grădina Zoologică din Tg Mureș a devenit renumită la nivel internațional sub conducerea urmașului lui László Rend, Boldizsár Bereczki (1977-2013). În 1978 a fost finalizată clădirea centrală, numită „casa tropicală” la care a servit ca model Grădina Botanică din Cluj-Napoca, unde pot fi văzute păsări, pești, reptile și plante exotice. În 1986 a fost finalizată peștera urșilor și a tigrilor, iar în 1989 a fost finalizată casa maimuțelor. În perioada 2008-2011, grădina zoologică a fost renovată, suprafața sa a fost extinsă la 42 de hectare și noi habitate au fost create pentru urși, lupi, feline mari și păsări de apă. În anii 2010 a fost singura grădină zoologică din România unde se aflau elefanți și girafe.
Se găsesc peste 750 de animale, între care girafe, zebre și elefanți asiatici, care fac parte din 150 de specii. De-a lungul timpului au fost efectuate investiții în urma căruia a fost amenajată o semirezervație pentru urși și lupi pe o suprafață de 5 hectare, o semirezervație pentru ierbivore europene pe o suprafață de 10 hectare, a fost construit un pavilion pentru feline, unul pentru păsări de baltă, reamenajându-se și lacul existent. A fost construit un pavilion african pentru adăpostirea girafelor, elefanților și ierbivorelor africane și s-au amenajat două padocuri aferente pe o suprafață de 1,5 hectare fiecare.
De-a lungul timpului directorii Grădinii Zoologice din Târgu Mureș au fost László Rend (1964-1977), Boldizsár Bereczki (1977-2011), András Kopacz (2011-2014), apoi Horațiu Gorea (2014-2019). În timpul demisiei lui Gorea și retragerii acestuia, instituția a fost condusă de Dumitru Pavel (2019-2020), apoi Gorea a revenit ca director, iar în 2021 János Szánthó a câștigat postul de director în urma unui concurs.
Momentan, aici trăiesc aproximativ 750 de animale, reprezentând peste 150 de specii locale și exotice. Pe lângă faptul că este cea mai mare grădină zoologică din România în ceea ce privește suprafața, ea este singura care deține elefanți, girafe și giboni. Datorită dezvoltării continue, grădina zoologică oferă în fiecare an noi atracții pentru vizitatori, inclusiv curtea de țară care prezintă specii autohtone, dar și noile habitaturi cu acces pentru animale. În grădina zoologică au loc activități educaționale permanente. De asemenea, Platoul Cornești (Somostető), cu o suprafață de 2,5 hectare, face parte din administrația grădinii zoologice.

## Caracteristici
- inaugurată în 1964
- suprafață 42 ha
- există peste 750 de animale care fac parte din 150 de specii
- animalele sunt supravegheate și îngrijite de 50 de oameni
- vizitatori: peste 200.000[14]